# NGC 3631
NGC 3631是位於大熊座的一個螺旋星系。NGC 3631距離地球約3500萬光年，根據其視尺寸，意味著NGC 3631的直徑約為60,000光年。
威廉·赫歇爾於1789年4月14日發現NGC 3631。從正面看，這是一個宏觀螺旋星系。

## 物理性質
NGC 3631是一個宏偉螺旋星系，具有兩個主要螺旋臂，始於中心附近。兩個主臂分支成表面亮度較低的次臂。該星系顯示出中等到高恆星形成率，並且所有旋臂中都存在明亮的HII區。NGC 3631的恆星形成率為每年4.6M☉。赫頓·阿普觀察到NGC 3631的“直臂”和“從南臂內到外的吸收管”，並將該星系添加到他的《特殊星系圖集》中。NGC 3631傾角為17度，對於地球而言幾乎可以正面觀看。